# Le Christ au Jardin des Oliviers (David)
Pour les articles homonymes, voir Le Christ au Jardin des Oliviers.
Le Christ au Jardin des Oliviers est un tableau réalisé par le peintre flamand Gérard David en 1510-1520. De format vertical, cette huile sur bois est une peinture chrétienne qui représente l'Agonie de Jésus-Christ au Jardin des Oliviers. Elle le figure à genoux pendant une prière à laquelle répond un ange, tandis que trois de ses apôtres dorment derrière lui. Achetée en 1901, l'œuvre est conservée au musée des Beaux-Arts de Strasbourg, à Strasbourg, dans le Bas-Rhin, en France.